# Elodea canadensis
Elodea canadensis Michx. es una especie fanerógama acuática muy empleada en acuarios. Taxonómicamente se encuadra en la familia Hydrocharitaceae. Su porte es herbáceo y su hábitat es  dulceacuícola. Capaz de propagarse mediante reproducción vegetativa a alta velocidad, puede actuar como especie invasora.

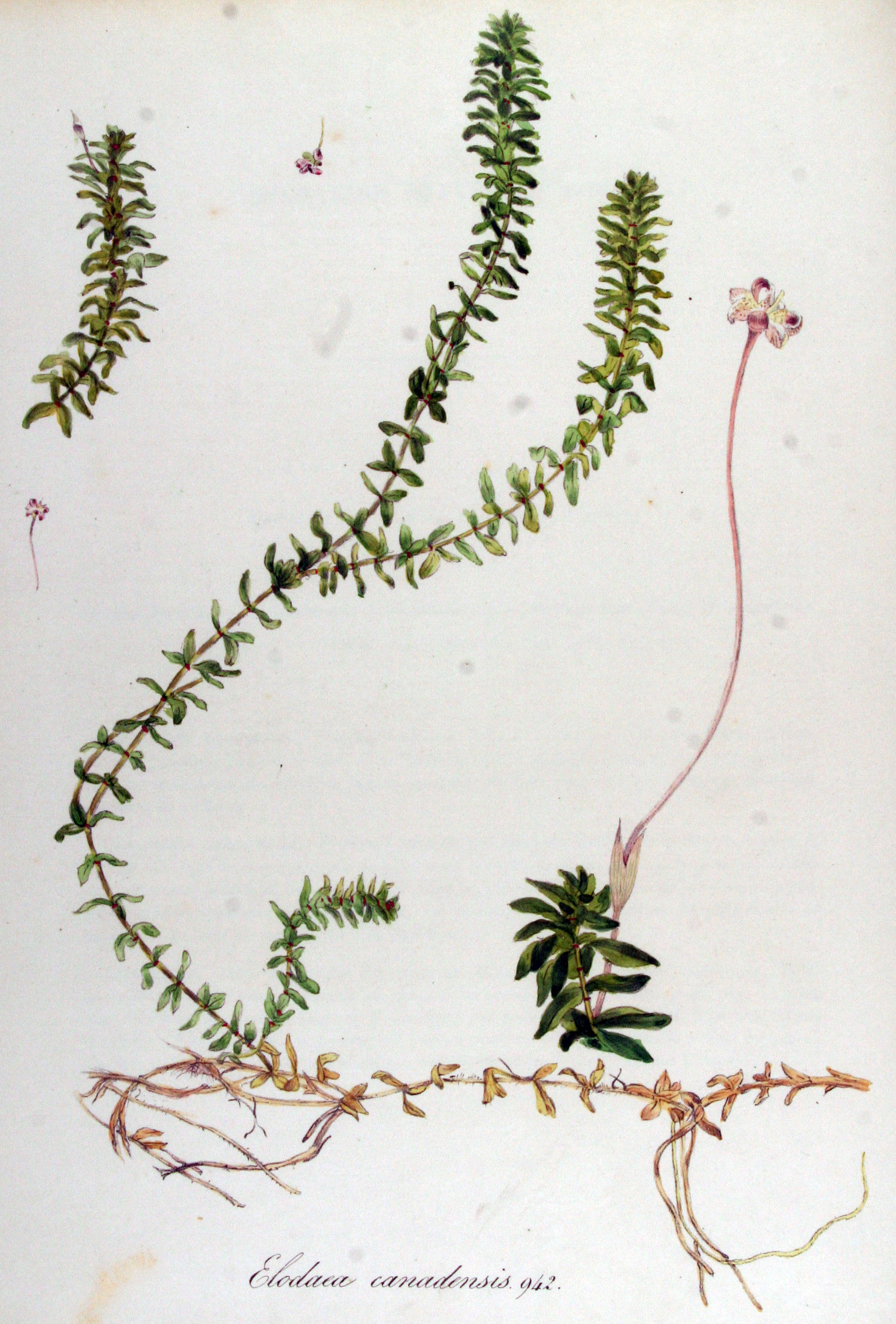
Ilustración

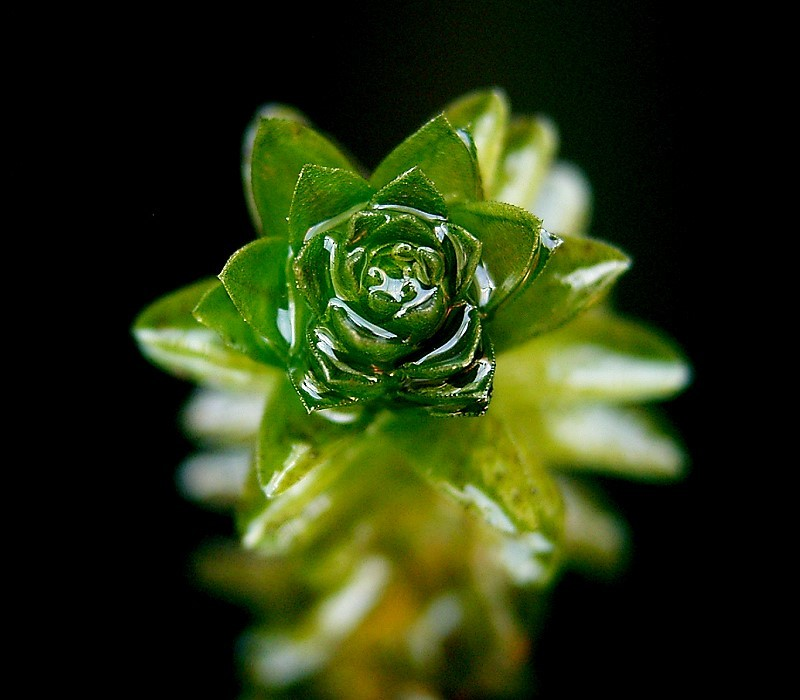
Detalle de la planta

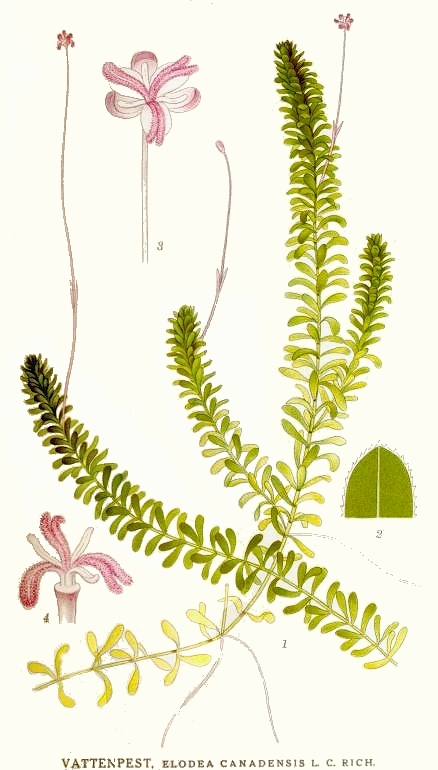
Ilustración

## Origen
E. canadensis es una planta dioica originaria del norte de América y utilizada en acuarios; su capacidad de propagación es tal que llegó a instalarse en los canales ingleses en 1836, provocando la imposibilidad en la navegación debido a la exuberante biomasa generada. Biomasa, que, al principio, sólo estaba constituida por pies femeninos. Se especula que la introducción de la especie pudo ser accidental, procedente de algún propágulo de los empleados en acuariología.

## Morfología
Presentan hojas esparcidas a lo largo de los tallos, siendo unas veces lineares y de aspecto graminiforme.
Las flores son actinomorfas y, en la mayoría, unisexuales, ubicándose las de distinto sexo en plantas diferentes, a menudo encerradas antes de la antesis entre dos brácteas. El perianto es doble y heteroclamídeo, estando cada verticilo integrado por 2 o 3 piezas libres.
El androceo está formado por 9 estambres, con los tres primeros agrupados.
El gineceo es ínfero, con carpelos soldados que dan lugar a un ovario unilocular. 
El fruto es ovoideo, bacciforme, en cápsula.

## Reproducción
Existen multitud de estrategias reproductivas en la familia Hydrocharitaceae, debido a que la polinización aérea puede suponer un estrés a las plantas acuáticas. El género Elodea resuelve este inconveniente mediante la emersión de las estructuras sexuales; además, emplea estructuras polínicas peculiares que incrementan su eficacia.
E. canadensis mantiene toda su porción vegetativa sumergida totalmente, aunque, para poder reproducirse, emplea una estrategia que implica el mantener sus flores sobre la superficie, flotando. Estas flores, de color blanquecino y pequeñas, quedan unidas al resto de la planta mediante un fino escapo. En invierno se producen brotes florales en el tallo, que, en primavera, emergen. 
No obstante, la escisión de porciones vegetativas de la planta madre propaga vegetativamente al individuo, dando lugar a una progenie con mayor rapidez y menor coste energético; de hecho, este método es el mayoritario.

## Cultivo y usos
Requiere aguas ricas en nutrientes, ricas en sedimentos, fangosas, lo cual a veces puede ser un inconveniente. No obstante, crece en un amplio rango de condiciones: desde aguas someras a profundas, y en presencia de sedimentos diversos. De no arraigar convenientemente, la planta sigue viva, flotando en la superficie del estanque.
. Crece bien a temperaturas moderadas, por lo cual es una de las plantas más comunes en algunos lugares templados del Hemisferio norte, como Washington.
E. canadensis desempeña un papel crucial en los ecosistemas lóticos. Proporciona un hábitat complejo y rico para multitud de pequeños invertebrados acuáticos y anfibios. Algunas aves Anseriformes se alimentan de ella. Además, su apariencia y su capacidad de oxigenar las aguas mediante fotosíntesis la hacen muy rentable en el mundo de la acuariología.

## Especie invasora en España
Debido a su potencial colonizador y constituir una amenaza grave para las especies autóctonas, los hábitats o los ecosistemas, esta especie ha sido incluida en el Catálogo Español de Especies Exóticas Invasoras, regulado por el Real Decreto 630/2013, de 2 de agosto, estando prohibida en España su introducción en el medio natural, posesión, transporte, tráfico y comercio.

## Taxonomía
Elodea canadensis fue descrita por André Michaux y publicado en Flora Boreali-Americana 1: 20. 1803.
Etimología
Elodea: nombre genérico que deriva del griego helos = "pantano", o "helodes" =  "pantanosos", en relación con el hábitat.
canadensis: epíteto geográfico que alude a su localización en Canadá.

## Sinonimia
- Serpicula occidentalis Pursh, Fl. Amer. Sept., ed. 2, 1: 33 (1816), nom. superfl.
- Udora canadensis (Michx.) Nutt., Gen. N. Amer. Pl. 2: 242 (1818).
- Hydora canadensis (Michx.) Besser, Flora 15(2 Beibl.): 13 (1832).
- Serpicula canadensis (Michx.) Eaton, Man. Bot., ed. 6: 336 (1833).
- Anacharis canadensis (Michx.) Planch., Ann. Sci. Nat., Bot., II, 1: 86 (1848).
- Philotria canadensis (Michx.) Britton, Science, n.s., 2: 5 (1895).
- Elodea occidentalis (Pursh) H.St.John, Rhodora 22: 27 (1920), nom. superfl.
- Philotria occidentalis (Pursh) House, Bull. New York State Mus. Nat. Sci. 243-244: 55 (1921 publ. 1923), nom. superfl.
- Anacharis occidentalis (Pursh) Vict., Contr. Lab. Bot. Univ. Montréal 18: 40 (1931), nom. superfl.[6]